# Tarnobrzeski
Tarnobrzeski là một huyện thuộc tỉnh Podkarpackie của Ba Lan. Huyện có diện tích 521 km². Đến ngày 1 tháng 1 năm 2011, dân số của huyện là 53517 người và mật độ 103 người/km².